# Cuenca del río Tonosí
La cuenca del río Tonosí es la cuenca peninsular del río homónimo en la provincia de Los Santos. Cuenta con un área total de unos 716,8 km². Con una longitud de 91 km el río Tonosí es el principal río de la cuenca.
La cuenca drena en dirección sureste, atravesando el valle de Tonosí con una pendiente media de 2.03% y una elevación media de 293 msnsm. Su elevación más
alta es de 850 m s. n. m.
La cuenca del río Tonosí cuenta con las zonas protegidas entre las que tenemos al refugio de Vida Silvestre El Peñón de La Honda, Área Protegida Zona Litoral del Corregimiento de La Enea, Área Protegida Zona Litoral del Corregimiento de El Espinal, Refugio de Vida Silvestre Pablo Arturo Barrios, Refugio de Vida Silvestre Isla Iguana y la Reserva Forestal, Animal y Fluvial o Parque Nacional Cerro Canajagua. En esta cuenca se encuentra el distrito de Tonosí.